# Jan Skorobohaty-Jakubowski

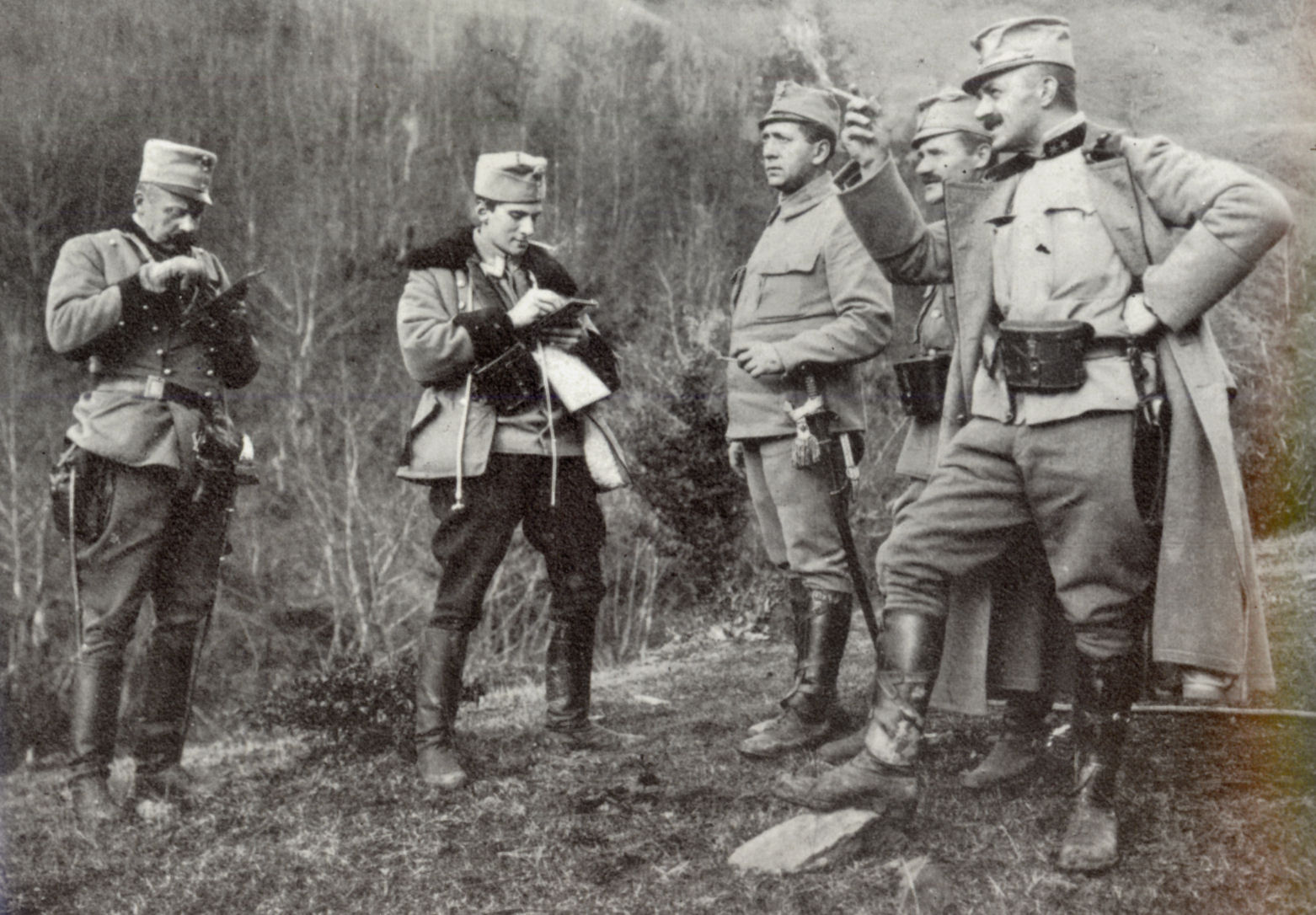
Oficerowie komendy Legionów,
19 grudnia 1914 – od lewej: August Krasicki, Józef Łepkowski, Bertold Merwin, Jan Jakubowski i Włodzimierz Ostoja-Zagórski.

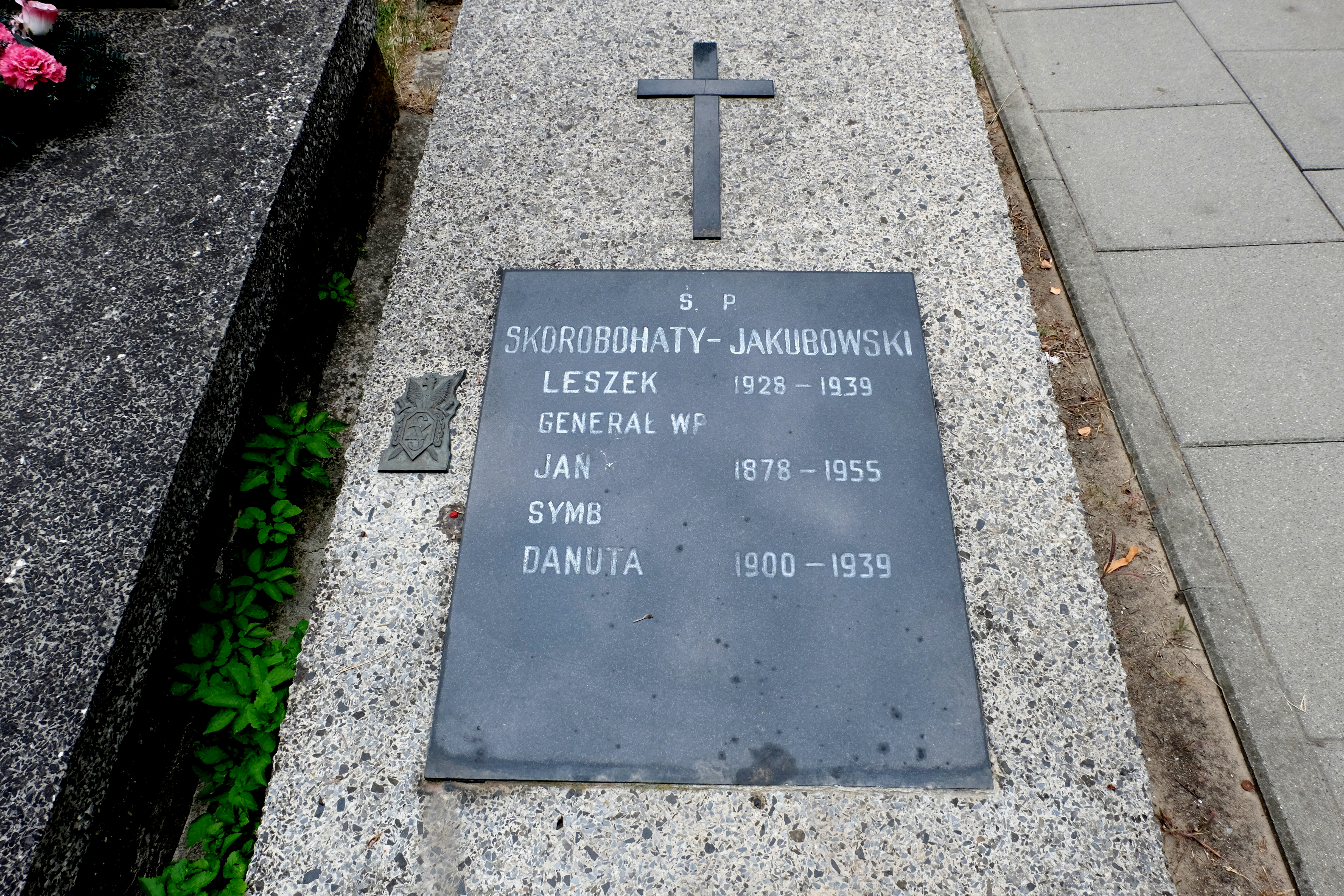
Grób gen. Jana Skorobohaty-Jakubowskiego na Cmentarzu Wojskowym na Powązkach w Warszawie

Jan Skorobohaty-Jakubowski, ps. „Dziadek”, „Fogel”, „Jur”, „Kaczmarek”, „Jan Kaczmarek”, „Mohort”, „Rafał”, „Selim”, „Skupień”, „Topór”, „Truszkowski”, „Vogel” (ur. 4 lipca 1878 w Łomży, zm. 12 listopada 1955 w Białymstoku) – generał brygady Wojska Polskiego, tymczasowy Delegat Rządu na Kraj od 25 maja do 14 grudnia 1940, zastępca delegata Delegatury Rządu na Generalne Gubernatorstwo na początku 1941 roku. Odznaczony Orderem Orła Białego.

## Życiorys
Syn Tomasza i Balbiny z Truszkowskich. Ukończył 7 klas gimnazjum filologicznego i szkołę handlową Franciszka Laskusa w Warszawie. Był członkiem Związku Młodzieży Polskiej „Zet”, Organizacji Bojowej PPS, Związku Walki Czynnej i Związku Strzeleckiego. W latach 1914–1917 walczył w Legionach Polskich, później w II Korpusie Polskim. Od 30 grudnia 1916 był mężem Danuty Marii Skorobohatej. W latach 1919–1920 przebywał na Syberii. Od września 1922 był dowódcą 43 pułku piechoty Strzelców Kresowych. 8 grudnia 1922 został mianowany dowódcą piechoty dywizyjnej 13 Dywizji Piechoty w Równem.
Rozporządzeniem Ministra Spraw Wojskowych z 8 maja 1926 r. przeniesiony został, w korpusie oficerów piechoty, do Korpusu Ochrony Pogranicza na stanowisko dowódcy 3 Brygady Ochrony Pogranicza w Wilejce. W listopadzie 1927 przeniesiony został z KOP do kadry oficerów piechoty z równoczesnym oddaniem do dyspozycji dowódcy Okręgu Korpusu Nr III w Grodnie. Z dniem 31 lipca 1928 został przeniesiony w stan spoczynku.
Został osadnikiem wojskowym w kolonii Szwoleżerów (osada Żuków, gmina Klewań, powiat rówieński). Pełnił funkcję II wiceprezesa Związku Byłych Ochotników Armii Polskiej. 1 lipca 1928 został członkiem zarządu głównego założonego wówczas Związku Sybiraków, od 1938 do 1939 był prezesem zarządu głównego ZS. Do 1939 działał w komitecie redakcyjnym organu prasowego tej organizacji, czasopisma „Sybirak”.
W 1939 wziął udział w kampanii wrześniowej, w której wydawał rozkazy niestrzelania do sowieckiego agresora, udało mu się także jako jedynemu ze swojego oddziału wyjść z sowieckiej niewoli i przedostać się na Zachód. W 1940 został wysłany przez Władysława Sikorskiego z misją do okupowanej Polski. Od 1942 był komendantem rezerw krajowych Komendy Głównej Armii Krajowej. Pochowany na cmentarzu Powązki Wojskowe w Warszawie (kwatera C15-4-10).

## Awanse
- chorąży – 29 września 1914
- porucznik – 12 października 1914 (z pominięciem stopnia podporucznika)
- kapitan – 20 sierpnia 1915
- pułkownik – 3 maja 1922 zweryfikowany ze starszeństwem z dniem 1 czerwca 1919 (w 1924 zajmował 97 lokatę w korpusie oficerów piechoty)
- generał brygady – 1 października 1944

## Ordery i odznaczenia
- Order Orła Białego (pośmiertnie, 29 listopada 1995)[15][16]
- Krzyż Srebrny Orderu Wojskowego Virtuti Militari nr 7009 (22 czerwca 1922)[17][18][19]
- Krzyż Komandorski Orderu Odrodzenia Polski (10 listopada 1938)[20][21]
- Krzyż Niepodległości z Mieczami (15 kwietnia 1932)[22]
- Krzyż Oficerski Orderu Odrodzenia Polski (10 listopada 1927)[23]
- Krzyż Walecznych (czterokrotnie, po raz pierwszy w 1921)[24]
- Medal Pamiątkowy za Wojnę 1918–1921[3]
- Medal Dziesięciolecia Odzyskanej Niepodległości[3]
- Brązowy Medal za Długoletnią Służbę[3]
- Odznaka za Rany i Kontuzje